# Рыжая полёвка
Рыжая (лесная) полёвка, или европейская рыжая полёвка, или европейская лесная полёвка (лат. Myodes glareolus) — вид грызунов рода лесных полёвок (Myodes или Clethrionomys) трибы Clethrionomymi.

## Внешний вид
Мелкий мышеобразный грызун: длина тела 8—11,5 см, длина хвоста 3—6 см. Вес 17—35 г. Окраска меха спины ржаво-коричневая. Брюхо серовато-белесое. Хвост обычно резко двуцветный — тёмный сверху, беловатый снизу, покрыт короткими редкими волосами. Зимний мех светлее и рыжее летнего. Окраска в целом светлеет и желтеет к югу и рыжеет к востоку. Размеры тела возрастают к северо-востоку, уменьшаясь в горах. Отчётливого полового диморфизма ни в размерах тела, ни в строении черепа нет. Описано до 35 подвидов, из них в России обитают 5—6.

## Распространение
Рыжая полёвка распространена в равнинных, предгорных и горных лесах Европы, севера Малой Азии и Сибири. В Европе водится от Южной Ирландии, Британских о-вов, центральных и восточных Пиренеев до причерноморских районов Турции; распространена почти повсеместно кроме Испании, южной части Апеннинского и Балканского полуострова и северной Скандинавии (Лапландия). Изолированно обитает в юго-западном Закавказье (Аджаро-Имеретинский хребет). Северная граница ареала в целом совпадает с границей распространения лесов; южная — с северной границей лесостепи. В тундру и степь проникает по пойменным лесам речных долин.
В России распространена до низовьев р. Енисей и северо-западных отрогов Восточного Саяна. Северная граница ареала проходит по центральным районам Кольского п-ова, Архангельску, низовьям Печоры, вдоль 65° с. ш. на Уральском хребте, Кондо-Сосьвинского заповеднику, среднему течению Надыма до Красноярска. Южная граница идёт через островные леса Воронежской, севера Ростовской, Саратовской и Самарской областей; в Заволжье уходит в Казахстан, где проходит южнее Уральска и Актобе; далее через Орск, по левобережью Тобола идёт до его устья. Затем граница опускается к югу, проходя от правобережья Оби до среднего течения Енисея. Рыжая полёвка обычна на Салаирском кряже, Кузнецком Алатау, Алтае (кроме его южной и юго-восточной частей), в Западных и Восточных Саянах.

## Образ жизни
Распространена в разнообразных лесах; в Европе предпочитает смешанные и широколиственные леса, особенно липово-дубовые. В таёжной зоне наибольшей численности достигает в ягодных ельниках и граничащих с ними вырубках. Повсеместно избегает густых лесов, населяя освётленные участки по опушкам, редколесья. На юге ареала, помимо островных лесов, встречается в лесополосах, откуда выходит кормиться на окраины полей. На европейском севере селится в жилых и хозяйственных постройках, а в зимнее время встречается в стогах и скирдах, хотя и реже, чем серые полёвки. В горах поднимается до верхней границы леса (1900 м над ур. м. на Алтае, 1300 м на Южном Урале и 1600 м в Карпатах), а в Альпах даже до 2400 м над уровнем моря. Вынослива к антропогенным преобразованиям ландшафта.
Рыжие полёвки живут поодиночке, зимой могут объединяться в группы. Самки в сезон размножения активно изгоняют со своих участков всех посторонних. Размеры участков у взрослых самок составляют 400—1000 м²; у самцов 1000—8000 м² и охватывают участки нескольких самок.
Активны рыжие полёвки круглогодично и круглосуточно. На протяжении суток у них имеется 5—8 периодов активности. Фаза активности длится порядка 60 мин., причём до 80 % времени уходит на поиски корма, затем полёвка 60—90 минут отдыхает. Норы роет редко. Использует естественные пустоты под камнями, кочками, норы других видов, пустоты в корнях деревьев, в поваленных стволах, в кучах хвороста и валежника. Внутри убежища устраивает шарообразное гнездо из сухой травы и листьев. Входное отверстие норы полёвка часто закрывает сухими листьями. Структура участка обитания представлена системой постоянных троп, связывающих гнездовую нору с 3—5 кормовыми районами. Зимой эти тропы превращаются в подснежные туннели, которые зверьки прокапывают передними лапками или быстрыми движениями головы из стороны в сторону. Рыжие полёвки хорошо лазают по деревьям, забираясь на высоту до 12 м. Их гнёзда неоднократно находили в скворечниках и дуплянках на деревьях.

### Питание
В рационе преобладают семена различных трав и деревьев (ель, дуб, ясень, клён), лесные ягоды. Излюбленные корма — семена липы и жёлуди, на востоке ареала — семена кедровых сосен. В летние месяцы поедают зелёные части растений, а также животные корма; зимой — побеги ягодных кустарников, почки, кору. При неурожае основных кормов легко переходят на замещающие (грибы, подземные части растений). Корма чередуются даже при их обилии: полёвка обязательно заедает жёлуди зелёным кормом и наоборот. Недоеденный жёлудь полёвка прячет и довольно уверенно находит при необходимости. Делает небольшие запасы корма. Охотно пьёт росу и дождевую воду, ест снег.

### Размножение
Период размножения (в средней полосе) начинается в марте — апреле, иногда ещё под снегом, и заканчивается в августе — сентябре. Самка приносит 3—4 выводка в год по 5—6 детёнышей в каждом (максимум до 10—13). Беременность длится от 17 до 24 дней (во время лактации). Детёныши рождаются слепыми и голыми, весом 1—10 г; прозревают на 10—12 день. На 14—15 день выходят из норы, но зелёный корм начинают поедать ещё раньше. У большинства самок период лактации совмещён со следующей беременностью. За несколько дней до родов самка уходит от выводка в другую нору, и выводок через 5 дней распадается на группы, а к месяцу жизни переходит к полностью самостоятельной жизни. Самки способны забеременеть уже в 2—3 недели; самцы достигают половой зрелости к 6—8 неделе жизни. В европейских лесах сеголетки первого помёта успевают за лето дать до 3 выводков, второго — 1—2, третьего (в благоприятные годы) — 1. На востоке размножаются только сеголетки первого помёта (1—2 выводка).
В природе полёвки живут 0,5—1,5 года. Максимальная продолжительность жизни 750 дней (заповедник «Лес на Ворскле») и 1120 дней (в лаборатории). На них охотятся ласки, горностаи, норки, лисицы, хищные птицы.

## Природоохранный статус
Практически на всём своём ареале это обычный и многочисленный вид; в европейской части ареала доминирует среди лесных грызунов. Плотность поселений в период размножения достигает 200 особей/га. Наиболее высокая и постоянная численность характерна для популяций европейских лиственных лесов с преобладанием липы и южнотаежных елово-липовых лесов. Популяционная динамика циклична. Кратковременные (1—2 года) пики численности повторяются через 2—5 года; особенно заметны колебания численности у границ ареала.
Рыжая полёвка вредит в лесопитомниках, садах и полезащитных лесополосах, а в годы высокой численности — и в лесах, преимущественно в зимнее время. Может повреждать продукты на складах и в жилых помещениях. Переносит ряд трансмиссивных заболеваний, включая геморрагическую лихорадку с почечным синдромом и клещевой энцефалит. Установлено также носительство возбудителей не менее 10 других зоонозов. Один из прокормителей нимф иксодовых клещей.